# Copesa
Copesa o Grupo Copesa (Copesa, S. A., originalmente siglas de Consorcio Periodístico de Chile S.A.) es una empresa de medios de comunicación chilena, fundada en 1950 por la familia Picó Cañas. Es uno de los holdings de medios de comunicación más importantes e influyentes de Chile. Posee la propiedad de los periódicos impresos La Tercera y hasta 2021, también de La Cuarta (que se mantiene vía internet). A partir de 2012 suma otra medio de comunicación multiplataforma, Pulso, el cual está enfocado al mundo de negocios. Hasta 2020 editaba el periódico vespertino y gratuito La Hora, que se distribuía gratuitamente en el Metro de Santiago. Fuera de Santiago, la empresa comparte la propiedad con Octava Comunicaciones de la Universidad de Concepción, del Diario de Concepción. 
La empresa también ha sido un actor relevante dentro de las revistas ya que editaba la revista política Qué Pasa (hasta 2018), la revista femenina líder del mercado Paula (hasta 2021) y tuvo la licencia para la edición de la revista ¡Hola! Chile, que caducó en mayo de 2018.
En años recientes se ha equiparado a El Mercurio S.A.P., el grupo multimedios más grande de Chile, en términos de productos y consumo. De hecho GrupoCopesa concentra más del 42 % del mercado de diarios en Chile.[actualizar] Sin embargo, Copesa ostenta una posición de liderazgo en los medios digitales con sus portales LaTercera.com, LaCuarta.com, Glamorama, Biut.cl, Icarito, Paula.cl, entre otros. También es dominante dentro del mercado de suplementos al editar las revistas Mujer, MásDeco y MT Mag, que circulan junto a La Tercera. 
Desde fines de los años 1980 las acciones de la empresa fueron adquiridas por un grupo de accionistas entre ellos Juan Carlos Latorre Díaz y Álvaro Saieh. Este último desde 2000 es el mayor accionista y comparte la propiedad con el empresario Alberto Kassis. Actualmente el presidente del directorio de Copesa S.A. es Jorge Andrés Saieh y su gerente general es Andrés Benítez Pereira. 
Las oficinas centrales de Copesa se encuentran ubicadas en Avenida Apoquindo 4660, Las Condes, Santiago de Chile, y posee oficinas en distintos lugares de la capital.

## Historia
Su primer antecedente fue el diario La Hora, fundado en 1935, pionero entre los periódicos de orientación popular en Chile. El 7 de julio de 1950 aparece su edición vespertina, La Tercera de la Hora que en 1951 pasa a ser matutino, desplazando a La Hora. Para finales de los años 1950, La Tercera se convertiría en el diario de mayor circulación nacional, posición que mantendría hasta inicios de los años 1990.
Fue inicialmente propiedad del Partido Radical hasta 1948, cuando se le vendió a Germán Picó Cañas (quien fuera ministro de Gabriel González Videla) debido a las pérdidas que arrastraba La Hora. Por algunos años más la compañía seguiría ligada al radicalismo, hasta que en 1965, La Tercera pasa a ser un medio políticamente independiente.
Entre 1968 y 1969 las oficinas de La Tercera abandonan el centro de Santiago, mudándose al barrio Ñuble, en la comuna de Ñuñoa. También se cambiaron los linotipos que venían usándose desde 1935 por el entonces novedoso sistema ófset.
A mediados de 1982, la familia Picó-Cañas se desprende de la propiedad de la empresa. Los nuevos dueños prontamente le dan a La Tercera un tono menos sensacionalista. Y en medio de la grave situación económica que atravesaba el país, se decidió crear una segunda publicación para mantener ocupados a periodistas e imprentas. Finalmente, La Cuarta, un periódico orientado a la clase trabajadora que salió a la calle el martes 13 de noviembre de 1984, y que para inicios de los 1990 ya era el diario más leído del país, sosteniendo financieramente a la compañía durante un período difícil para la prensa escrita nacional. Con el fin de evitar la quiebra, en febrero de 1990 adquirió Tercera Editorial Portada Ltda., que editaba la revista Qué Pasa. El lunes 17 de noviembre de 1997 se publica por primera vez el diario vespertino La Hora, el cual se convertiría en una publicación gratuita en 2000.
En 1993 un grupo de inversionistas liderados por Álvaro Saieh empezó a participar dentro de la compañía, intentándose la expansión a un grupo multimedios con el canal La Red Televisión y la creación de Radio Zero en octubre de 1995. Este grupo finalmente tomó el control del conglomerado en 1999, dándole no sólo una necesitada estabilidad económica sino que también un nuevo foco mirando hacia el naciente milenio. En mayo de aquel año se fundó la Radio Oasis, aunque se le vendió a Julián García-Reyes en junio de 2000. 
Con el nuevo siglo se intensificó su presencia digital, la cual había iniciado de manera bastante rudimentaria en 1994. También se reformuló gradualmente el diario La Tercera como un competidor a El Mercurio en los segmentos altos, abandonando el formato tabloide en septiembre de 2003. En 2006 se funda el Grupo Dial tras la adquisición de las radios Duna, Beethoven y Carolina en 2005. En 2008, La Tercera pasó a ser parte de una red multimedios que incluía al recién formado CNN Chile.
En 2010 adquiere los derechos para imprimir el diario Publimetro (propiedad de Metro International) y el semanario Cambio21 (propiedad de la fundación/think-tank progresista Chile 21), entre otras publicaciones que hasta entonces eran impresas en Gráfica Puerto Madero, perteneciente al Estado chileno. En 2011 inicia la publicación de Pulso, diario que rápidamente toma una posición de liderazgo entre las publicaciones financieras.
Entre 2016 y 2017 Copesa abandona su edificio de Avda. Vicuña Mackenna 1870, Nuñoa, tras casi cinco décadas, estableciéndose en el sector denominado Sanhattan en Las Condes. Durante el año se renovó la imagen de gran parte de sus medios gráficos mientras que la frecuencia de radio Paula y la Radio Carolina fueron vendidas respectivamente a la Cámara Chilena de la Construcción y al Grupo Bethia.
Durante 2018, tras la llegada de Andrés Benítez a Copesa, se cerró el diario Pulso, fusionándose con La Tercera, la cual redujo su volumen. Similar destino tuvo la revista Paula, la cual reemplazó a la revista Mujer, mientras que la revista Qué Pasa cerró sus operaciones y se convirtió en una publicación web. Copesa decidió caducar la licencia que tenía con la revista española ¡Hola!, cuya edición chilena dejó de circular en mayo del 2018.
En enero de 2020 se cierra el diario La Hora. En 2021, por decisión de Andrés Benítez, el diario La Tercera decidió reducir su circulación a solo los fines de semana para las regiones de Valparaíso y Metropolitana de Santiago. Además, se cierra la edición en papel de La Cuarta para ser un medio exclusivamente digital y deja de circular la revista Paula, luego de casi 44 años de presencia en los medios. En marzo de 2021 Copesa vendió el 50 por ciento del Diario Concepción a la Universidad de Concepción.

## Medios
| Producto          | Tipo                     | Creación    | Cierre     | Observaciones |
| La Tercera        | La Tercera               | La Tercera  | La Tercera | La Tercera |
| ----------------- | ------------------------ | ----------- | ---------- | --- |
| La Tercera        | Periódico                | 1950        | -          | Desde enero de 2021 sale impreso solo los fines de semana; de lunes a viernes se publica una edición en papel digital.                               |
| La Tercera        | Sitio web                | 1997        | -          | Desde enero de 2021 sale impreso solo los fines de semana; de lunes a viernes se publica una edición en papel digital.                               |
| Qué Pasa          | Revista                  | 1971        | 2018       | Adquirida por Copesa en 1990. Dejó de circular en su edición impresa en 2018.                                                                        |
| Qué Pasa          | Sitio web                | 2018        | -          | Proyecto digital anunciado en octubre de 2018, luego del cierre de la edición impresa, dedicado a la ciencia, el medio ambiente y temas sociales.    |
| 'Paula'           | Revista                  | 1967        | 2021       | Desde 2018 circula junto a La Tercera, reemplazando a la revista Mujer. Cesó su publicación en enero de 2021, con la reestructuración de La Tercera. |
| 'Paula'           | Sitio web                | Desconocido | -          | Desde 2018 circula junto a La Tercera, reemplazando a la revista Mujer. Cesó su publicación en enero de 2021, con la reestructuración de La Tercera. |
| 'Pulso'           | Periódico                | 2011        | -          | Desde marzo de 2018 se publica como suplemento de La Tercera, manteniendo su propia cuenta de ediciones.                                             |
| MásDeco           | Revista                  | 1981        | 2021       | Cesó su publicación en enero de 2021, con la reestructuración de La Tercera. Actualmente continúa solo como sitio web.                               |
| MásDeco           | Sitio web                | Desconocido | -          | Cesó su publicación en enero de 2021, con la reestructuración de La Tercera. Actualmente continúa solo como sitio web.                               |
| Mouse             | Sitio web                | 1995        | -          | |
| Glamorama         | Sitio web                | Desconocido | -          | |
| Culto             | Sitio web                | 2017        | -          | |
| Práctico          | Sitio web                | 2019        | -          | |
| Grupo Dial        |                          |             |            | |
| Duna FM           | Radioemisora             | 1995        | -          | Adquirida por Copesa en 2005. |
| 'Paula FM'        | Radioemisora             | 2008        | 2017       | Frecuencia 106.9 MHz en Santiago, reemplazo de Club FM (también de Copesa). Reemplazada por Pauta FM (propiedad de CChC).                            |
| 'Paula FM'        | Radioemisora             | 2020        | 2021       | Frecuencia 104.9 MHz en Santiago, reemplazo de Radio Disney (licencia fue transferida de Copesa a Mega Media en 2020). Reemplazada por Radio Amor.   |
| 'Paula FM'        | Radio por internet       | 2008        | -          | |
| Otras propiedades |                          |             |            | |
| La Cuarta         | Periódico                | 1982        | 2021       | Desde enero de 2021 el sitio web reemplaza totalmente a la edición impresa del diario (1982-2021).                                                   |
| La Cuarta         | Sitio web                | 2000        | -          | Desde enero de 2021 el sitio web reemplaza totalmente a la edición impresa del diario (1982-2021).                                                   |
| Icarito           | Revista                  | 1968        | 2009       | Suplemento educativo infantil que circulaba junto a La Tercera. Actualmente sigue como sitio web.                                                    |
| Icarito           | Sitio web                | 1995        | -          | Suplemento educativo infantil que circulaba junto a La Tercera. Actualmente sigue como sitio web.                                                    |
| Diario Concepción | Periódico                | 2008        | -          | El 23 de marzo de 2021, Copesa acordó vender el 50% del diario a la Universidad de Concepción.                                                       |
| Meta              | Servicio de distribución | Desconocido | -          | |

### Anteriores
Radios
- Cariño (2007-2008): Creada por Copesa, reemplazada por Radio Disney.
- Club (2007-2008): Reemplazada por Radio Paula.
- La Perla del Dial (2008): Vendida a La Mexicana Radio.
- Beethoven (1981-2019; 2020-presente): Adquirida por Copesa en 2006. La marca fue vendida a la Universidad Católica de Chile en enero de 2020. La frecuencia fue vendida al Centro Cristiano Internacional.
- Zero (1995-2020): Frecuencia vendida a la Universidad Católica de Chile, que la usó para el relanzamiento de Radio Beethoven.

Periódicos
- La Hora:
  - La Hora (1935-1951): Periódico matutino fundado por Emilio Rodríguez Mendoza.
  - La Hora (1997-2020): Periódico tabloide, gratuito desde 2000. Edición impresa finalizada en 2020, vendida posteriormente a Sergio Marabolí, la marca persiste como un portal de noticias en internet.
- Diario Siete (2005-2006): Joint-venture con Eprensa (Siete + 7). Publicación cerrada.
- La Cuarta (1984-2021): Publicación física cerrada, continúa actualmente como sitio web.

Revistas
- Qué Pasa (1971-2018): Adquirido en 1990. Publicación física cerrada, continúa actualmente como sitio web.
- ¡Hola! Chile (2012-2018): Publicación cerrada.
- Paula (1967-2021): Publicación física cerrada, continúa como sitio web.

Sitios web
- Qué Pasa Minería (hasta 2017)

Televisión
- Más Visión (2011-2016): Adquirido del Pabellón de la Construcción. Vendido a CNC Medios en 2016.
- 3TV (2013): Proyecto de Copesa para competir en TV abierta, reemplazando a Más Visión. Cancelado por problemas económicos, el canal nunca fue lanzado.